# Premi Emmy 1952
La cerimonia dei Premi Emmy 1952, nota retroattivamente come 4ª edizione dei Primetime Emmy Awards (4th Primetime Emmy Awards), si è tenuta al Cocoanut Grove di Los Angeles, il 18 settembre 1952.
La cerimonia è stata presentata da Lucille Ball e Desi Arnaz.

## Primetime Emmy Awards

### Miglior serie commedia
- The Red Skelton Show
- The George Burns and Gracie Allen Show
- You Bet Your Life
- Herb Shriner Show
- Lucy ed io (I Love Lucy)

### Miglior serie drammatica
- Studio One
- Celanese Theatre
- Philco-Goodyear TV Playhouse
- Pulitzer Prize Playhouse
- Robert Montgomery Presents

### Miglior varietà
- Your Show of Shows
- All Star Revue
- The Colgate Comedy Hour
- The Fred Waring Show
- Toast of the Town

### Miglior attore
- Sid Caesar
- Walter Hampden
- Charlton Heston
- Thomas Mitchell
- Robert Montgomery
- Vaughn Taylor

### Miglior attrice
- Imogene Coca
- Helen Hayes
- Maria Riva
- May Sinclair
- Margaret Sullavan

### Miglior attore o attrice comica
- Red Skelton
- Lucille Ball
- Sid Caesar
- Imogene Coca
- Jimmy Durante
- Jerry Lewis e Dean Martin
- Herb Shriner